# Ernest Wilimowski
Ernest Otto Willimowski (23 de junio de 1916-30 de agosto de 1997) fue un relevante futbolista polaco-alemán que jugó durante la primera mitad del siglo XX.

## Biografía

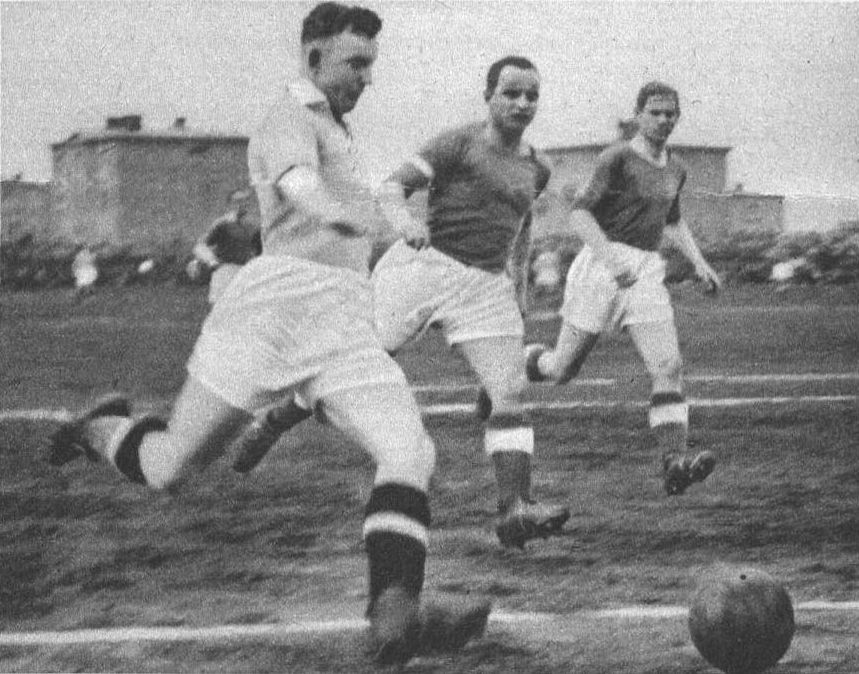
Warta Poznań v Ruch Chorzów, 1937

Nació en Katowice,  Alta Silesia, en el II Imperio Alemán (actual Polonia) el 23 de junio de 1916 como Ernst Otto Prandella. Con 17 años fichó por el Ruch Hajduki Wielkie (ahora Ruch Chorzów) procedente del 1. FC Kattowitz. Jugando en el  Ruch Hajduki Wielkie ganó el campeonato de Polonia en 1934, 1935, 1936 y 1938. 
Durante la Segunda Guerra Mundial firmó la Volksliste Nazi y se convirtió en un futbolista alemán, como tal jugó en clubes alemanes y la selección alemana. A causa de eso Wilimowski era borrado de la historia de fútbol polaco después de la guerra. 
Vivió en Alemania hasta su muerte el 30 de agosto de 1997 en Karlsruhe en el Bundesland de Baden-Wurtemberg.

## Palmarés
Durante su carrera marcó 112 goles en 86 partidos en el Ruch Hajduki Wielkie (fue el mejor goleador de la liga en 1934 y 1936), 21 goles en 22 partidos en la selección polaca y 13 goles en 8 partidos en la selección alemana. 
Fue el primer jugador que marcó cuatro goles en un partido de la Copa Mundial de Fútbol (primera fase en 1938, Polonia - Brasil 5:6, 5 de junio, Estrasburgo).